# Останній пропущений дзвінок (фільм)
«Останній пропущений дзвінок» — кінофільм режисера Манабу Асоу, який вийшов на екрани в 2006 році.

## Зміст
Сором'язливу юну Асуку постійно задирають однокласники. Коли клас відправляється на екскурсію в Корею, Асука вирішує помститися, посилаючи їм фотографію з текстом: «Якщо ви перешлете цю смертельну фотографію іншому, ваше життя буде врятовано». Школярі починають пересилати фотографію, щоб врятувати своє життя. Йде відчайдушна боротьба за життя за допомогою стільникових телефонів!

## Ролі
| Актор           | Роль |
| --------------- | ---- |
| Маки Хорікіта   | -    |
| Меіса Курокі    | -    |
| Чан Гин Сок     | -    |
| Еріка Асакура   | -    |
| Ю Камівакі      | -    |
| Ріє Цунейосі    | -    |
| Аріса Наїто     | -    |
| Ракуто Точіхара | -    |
| Кадзума Ямане   | -    |
| Такаші Ямагата  | -    |

## Знімальна група
- Режисер — Манабу Асоу
- Сценарист — Мінако Дайра, Дзіро Сін, Ясусі Акімото